# 天津意租界
天津意租界（義大利語：Concessione italiana di Tientsin），位于天津市河北区的意租界是近代中国唯一的一个意大利租界，由河北区五经路、河北区博爱道、河北区胜利路、河北区建国道这四条河北区的道路合围起来的四方形地区统称为意大利租界，是天津的九国租界之一。是意大利在境外兩處租界中的其一处租界（另一處位於上海公共租界內），此处形成了意大利本国以外在世界上唯一的一处大型意大利风格建筑群，目前保存完好的原汁原味有百年历史的意大利建筑将近200栋。

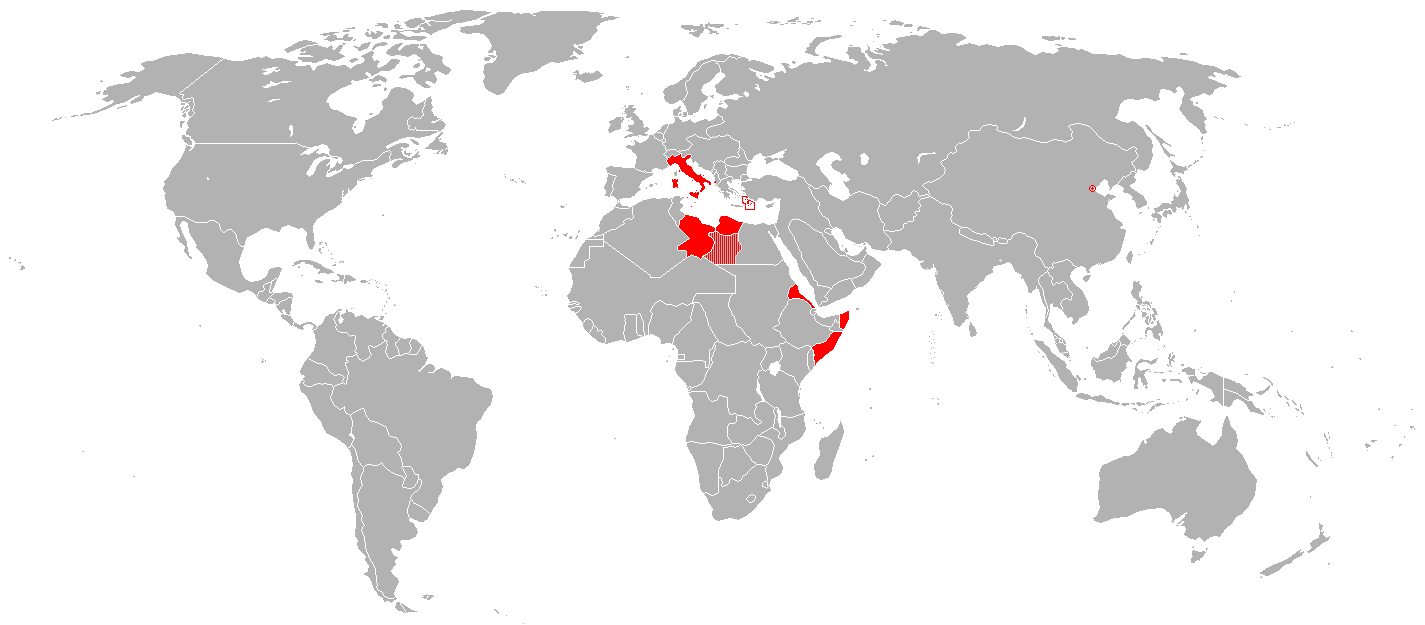
天津意租界在世界地圖及意大利殖民帝國的位置。(1914年)

## 设立
1900年10月，意大利驻华公使萨尔瓦葛下令参加八国联军的義大利皇家陸軍，占领海河东北岸，俄军占领区以西，占地700余亩的地段。这个地区临海河一带是一片露天储盐场地——“盐坨”，其余地方多为沼泽和垃圾堆。随后与清政府进行了关于开辟意大利租界的交涉。1902年1月，署理意大利驻华公使罗玛纳宣称，若不能立即签订开辟该租界的约章，意军将占用界内的盐坨。于是在1902年6月7日，天津海关道唐绍仪与新任意大利驻华公使嗄里纳签订了《天津意国租界章程合同》。

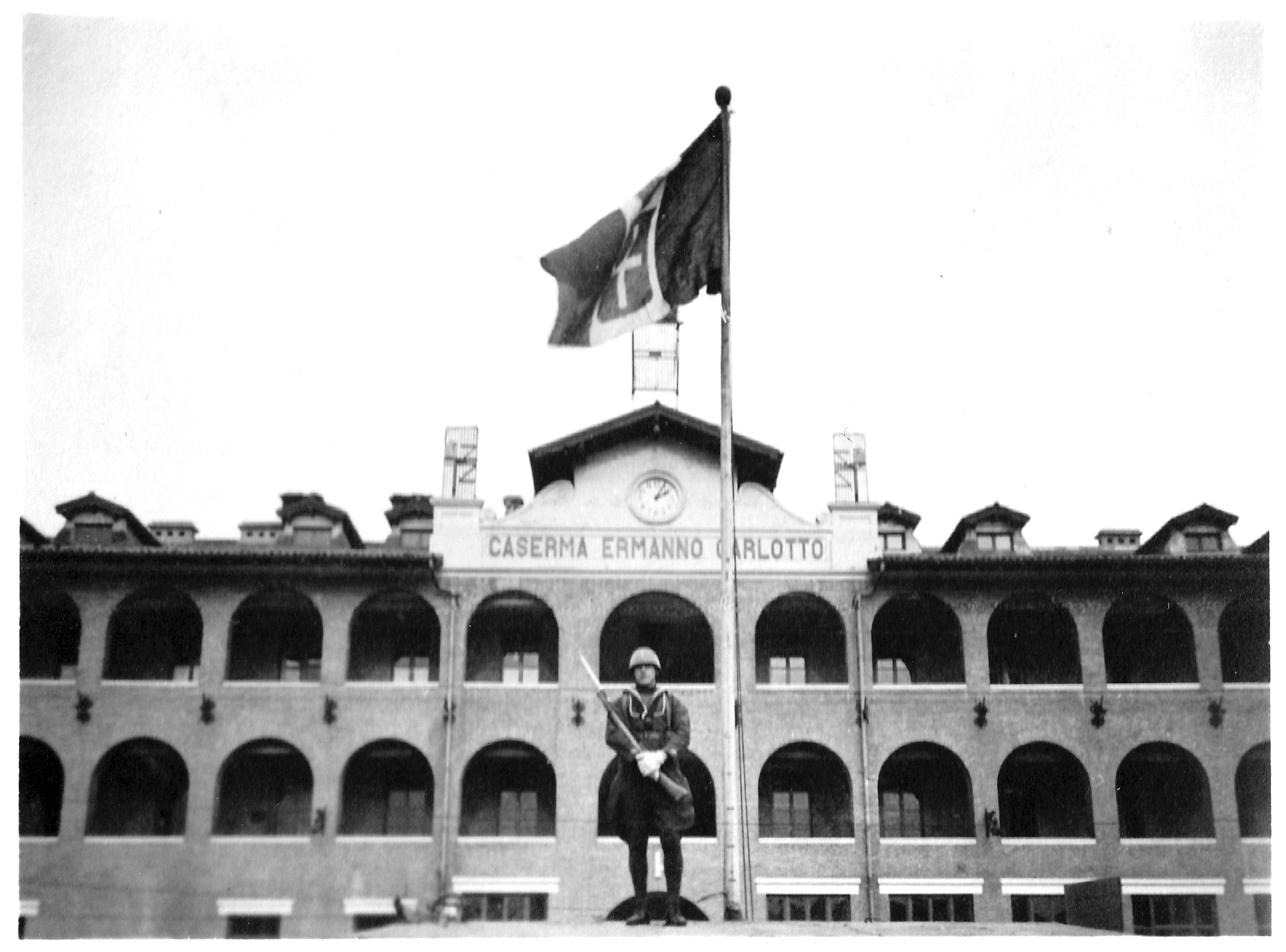
1939 年，埃尔曼诺·卡洛托 (Ermanno Carlotto) 位于天津意大利兵营

划定意国租界的范围。位置介于天津奥租界与天津俄租界之间，南临海河，北到紧邻津山铁路的意中交界路（Via Fiume，今兴隆街），距离天津站不远。与市中心天津法租界和天津日租界隔河相望，面积771亩。

## 管理

### 意大利领事馆

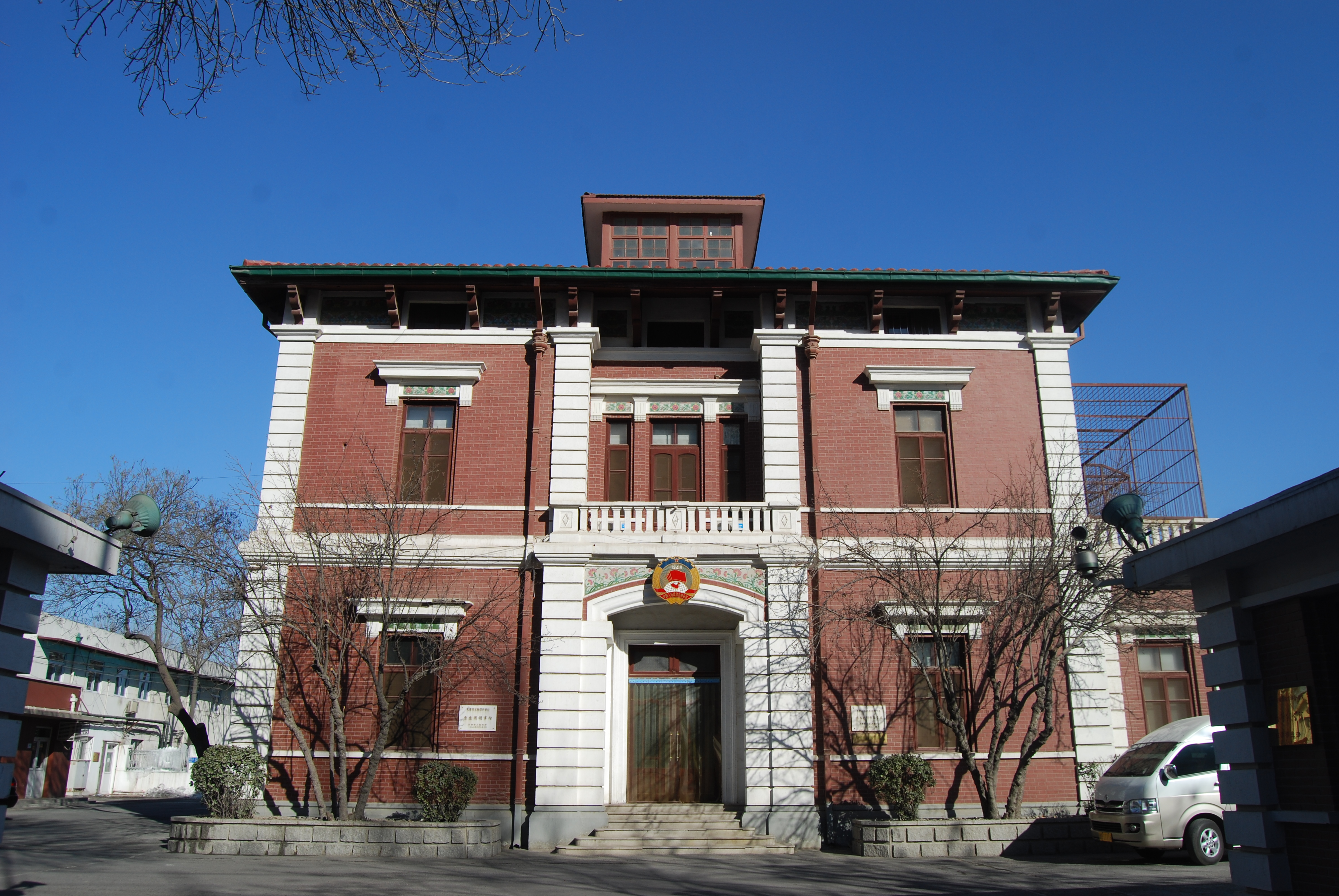
意大利领事馆

原意大利领事馆位于当时的大马路（今河北区建国道52号）
- 首任领事：费洛梯（FILETE）上尉。

### 意国兵营
1902年建立，在现在的河北区光明道。1900年以后，意大利在中国常驻一个混成营的军队，将近千人，大部分驻扎在天津意租界兵营。1928年北伐军进入天津时，驻天津的意军在意租界周围用沙袋和电网组成防御工事，实行武装戒备。截至日軍在1943年9月佔領意租界，意租界內約有600名意大利士兵。

## 市政

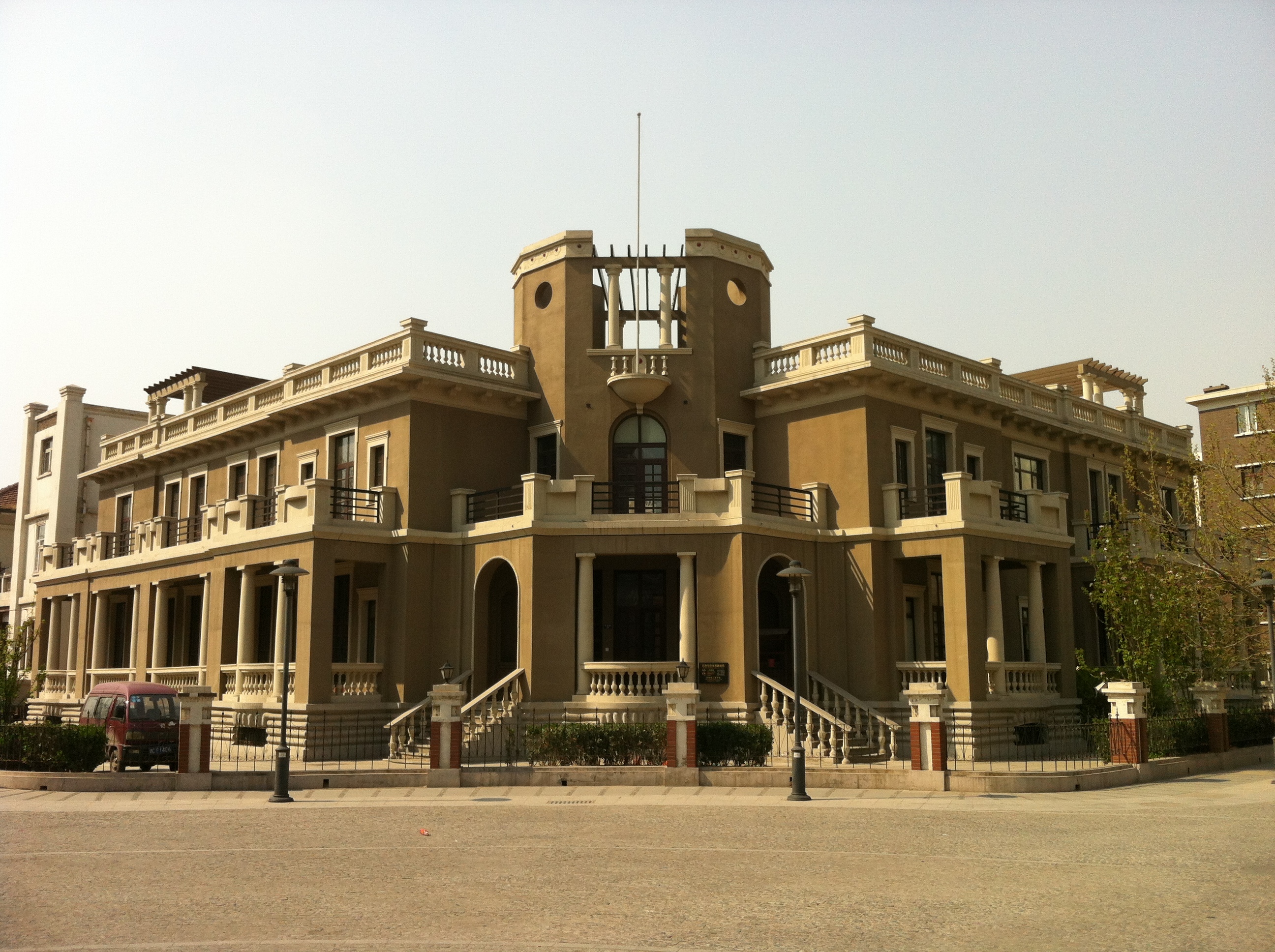
华北水利委员会

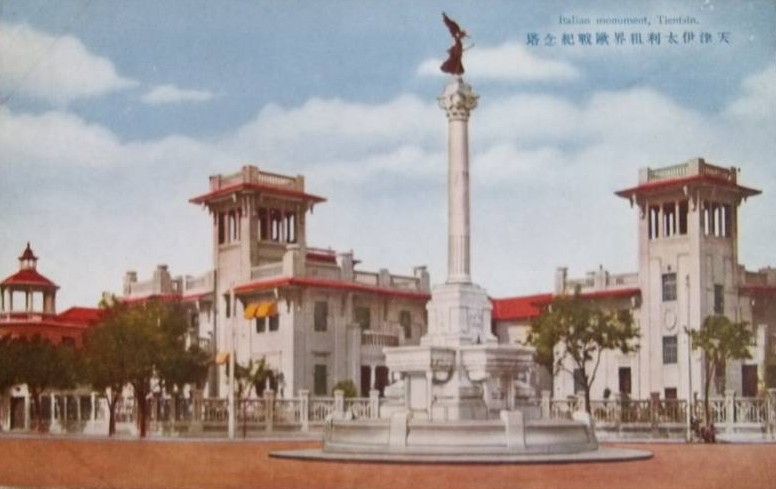
馬可波羅廣場與歐戰紀念塔

天津意租界南临海河，东南侧距离京奉铁路天津东站不远，区位条件优越。但是其所在地临河一带原是一片露天储盐场地——“盐坨”，其余地方多为沼泽和垃圾堆，地势低洼。而意大利对华贸易并不发达，在天津并无重要的商业，因此该租界的开发面临经济上的困难。意大利首任驻天津领事费洛梯（FILETE）上尉到任以后，在进行认真勘测和规划之后，即展开全面的建设，首先利用海河清淤的废土垫平沼泽洼地，修建排水系统，随后以较低的地税，吸引人购买界内土地，但是规定必须在规定的年限内，兴建意大利风格的花园住宅，而且规定图纸不准重复使用，因此天津意租界的市容做到了既和谐又不雷同。意式建筑角亭高低错落，满眼圆拱和廊柱，广场、花园点缀其间。天津意租界内设有完善的服务设施，包括俱乐部、意国花园、菜市和警察局（兼管消防），但是由于面积狭小，水、电等公用事业是利用毗邻的他国租界。

### 道路
费洛梯领事富于远见，重视基础设施的先进性。1914年，他与美孚公司合作，将天津意租界大马路（建国道）建成天津第一条柏油马路，随后又陆续将各条道路均建成柏油路面，成为最先将所有道路修成高级路面的租界。

## 经济
天津意租界是一片典型的住宅区，界内商店较少，1930年界内仅有102个商店，和２个小型工厂。1937年因為日軍佔領天津地區後因為大量難民擁入外國天津租界，包括意租界，再加上意大利是日本盟友的身份，比起英法兩國能更加自由地運輸，所以在1939年天津意租界得到前所未有的繁榮。

## 宗教

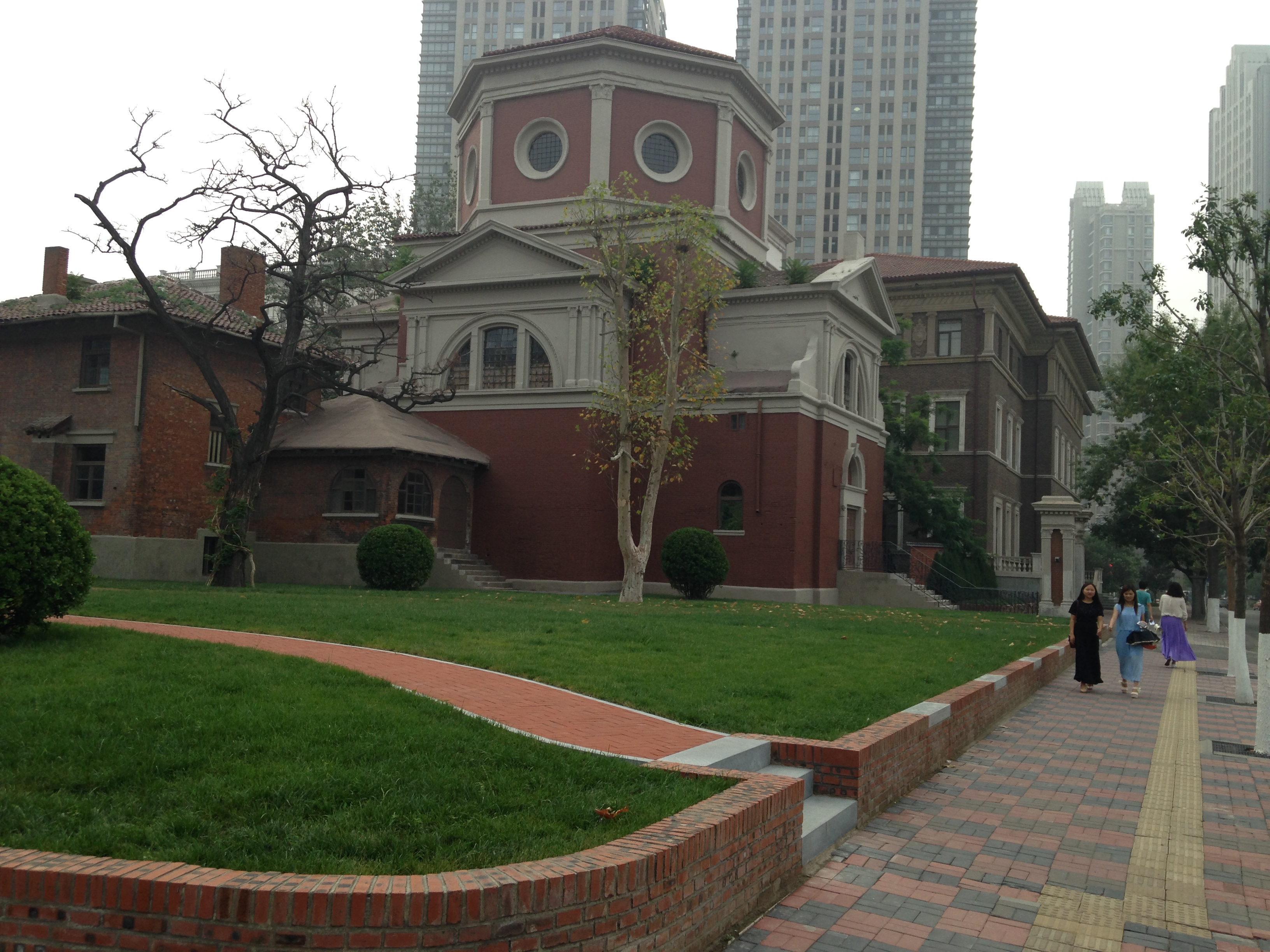
圣心教堂

- 天主教：曾在中国北方山东、山西等省传教的意大利方济各会，在天津意租界大马路设立账房方济堂，经营房地产业，为上述省份的传教事业提供经费。该会还设有医院，1922年兴建方济各会圣心教堂。

## 居民和历史风貌建筑
意大利对华贸易有限，来华商人不多。但天津意租界当局注意市政建设，将其发展成一处高级住宅区。1906年，天津意租界有251名意大利人和12419名华人居民。到1943年，天津意租界内共居住965名西方人和13642名华人居民。 
民国年间，许多下野的中国政界人物，出于安全的考虑，入住天津意租界：
- 梁启超旧居
- 曹禺故居
- 汤玉麟旧宅
- 张廷谔故居
- 刘髯公旧宅
- 張鳴岐旧宅
- 曹锟故居，民主道27号至29号。
- 黄郛故居，民主道。
- 杨以德故居，建国道72号。
- 华世奎故居：北安道3号。
- 吕调元故居，建国道11号。
- 倪嗣冲故居，建国道19号。
- 齐耀琳故居，建国道。
- 张敬尧故居，进步道原27号。
- 靳云鹏故居，建国道原23号。
- 回力球馆
- 马可波罗广场
- 意大利兵营
- 但丁广场
- 意国花园

## 交还
1937年8月平津戰役日軍佔領天津地區時，有大量中國難民及有錢人搬入意租界避難。
因為自1937年11月起（意大利入反共協定），意大利和日本是盟國關係，所以1941年12月太平洋戰爭爆發後，日軍沒有像佔領天津英租界那樣佔領意租界，租界因此亦相對穩定、界內的中國難民也得到暫時的安寧。1943年9月義大利無條件投降，日軍進駐了天津意租界，將租界的義大利軍隊繳械，大部份意大利人加入納粹德國扶植的傀儡政權意大利社會共和國，一部份成為日本的戰俘。同年義大利社會共和國交還予汪精衛國民政府。1945年日本投降后由国民政府接收。

## 现状
原天津意租界现在属于天津市河北区光复道街道。2002年，天津市政府对原天津意租界所在地域进行保护性开发，命名为新意街，形成天津意式风情区。2005年，修缮完毕，对外接待游客，为天津具有特色与吸引力的旅游景区。

## 研究资料
- Maurizio Marinelli, “天津的意大利租界（1901－1945）：建构混合态的异托邦空间” (The Italian Concession in Tianjin (1901-1945): The Construction of a hybrid heterotopic space), 城市史研究, Dec. 2008, 25, 45-63.